# 小瓢蟲Chu!的讓全世界都迷上宣言！
《小瓢蟲Chu!的讓全世界都迷上宣言！》（日语：てんとうむChu!の世界をムチューにさせます宣言！）是日本電視台於2014年4月15日至7月8日間播出的一個深夜檔綜藝節目。該節目是日本女子偶像團體AKB48集團下屬的衍生團體小瓢蟲Chu!的冠名節目，由小瓢蟲Chu!的7名成員領銜演出，並由資深搞笑藝人土田晃之擔任節目主持。節目於每週一晚間25時29分（相當於週二凌晨1時29分）開始，每集片長30分鐘，播出一季共12集。

## 簡介
AKB48集團的衍生團體「小瓢蟲Chu!」，是一個集合了AKB48、SKE48、NMB48與HKT48四個姊妹團體共7名受矚目的新生代成員而成的新團體，該團體的成員雖然具有潛力，但仍然欠缺足夠的培養。因此，《讓全世界都迷上宣言》是一個要讓這些年輕成員們接受各種從未嘗試過的綜藝試煉，培養出像是綜藝反應、採訪報導能力等身為一名偶像或藝人所必備的專業技能而企畫出的節目。針對這節目方針，製作單位特別邀請了隸屬於太田製作、歷練深厚的土田晃之擔任節目主持人，在挑戰的過程中守護著成員們。
《讓全世界都迷上宣言》是日本電視台以毛利忍與齋藤匠等人為核心、經常與AKB48集團合作的節目製作小組，繼乃木坂46的冠名節目《NOGIBINGO!2》播畢之後，接續企畫的新節目。至於對冠名主演的小瓢蟲Chu!來說，則是在另一個主演電視節目《女子高警察》（2013年10月27日至2014年3月16日，富士電視台）才剛結束之後就立刻獲得的主演機會。但與《讓全世界都迷上宣言》不同的是，《女子高警察》是一個主要以喜劇短劇型態表現的作品，因此本劇可說是小瓢蟲Chu!第一個真正的綜藝節目作品。

## 小瓢蟲Chu!與小蜜蜂Chu!
自4月28日播放的第三集節目起，增加了一個名為「昆蟲物語 小瓢蟲Chu!與小蜜蜂Chu!」（昆虫物語 てんとうむChu！とみつばちハッChu!）、片長2至3分鐘的動畫小單元，此單元實際上是1970年時開播、由龍之子製作（タツノコプロ）所推出的經典作品《小蜜蜂》的跨界合作衍生搞笑作品。在故事中當年還是小孩子、為了尋母而四處冒險的主角小蜜蜂哈奇（Hutch）在事隔多年之後已經變成一隻年紀44歲但還是找不到媽媽的中年蜜蜂大叔，有天因看到AKB48的傳單，而想效法秋元康當起製作人，以將小瓢蟲Chu!的成員們變成昆蟲世界的頂尖偶像作為職志而努力著。
在動畫作品中小瓢蟲Chu!成員們化身成卡通偶像MakoChu（マコChu，小嶋真子）、MikiChu（ミキChu，西野未姬）、NanaChu（ナナChu，岡田奈奈）、UhaChu（ウハChu，北川綾巴）、NagiChu（ナギChu，澀谷凪咲）、MeruChu（メルChu，田島芽瑠）與MioChu（ミオChu，朝長美櫻），並由成員本人們進行配音，這是幾位新手們的首次聲優（配音員）挑戰。

## 演出人員
主演
- 土田晃之（主持人）
- 小瓢蟲Chu!（てんとうむChu!）
  - AKB48：岡田奈奈、小嶋真子、西野未姬
  - SKE48：北川綾巴
  - NMB48：澀谷凪咲
  - HKT48：田島芽瑠、朝長美櫻
- 三村Rondo（日语：三村ロンド）（旁白）

特別來賓/客串演出
- AKB48集團成員
  - 第1集：高橋南、大島優子（AKB48），松井玲奈、高柳明音（SKE48），山本彩、木下春奈（NMB48），兒玉遙、宮脇咲良（HKT48），以各小瓢蟲Chu!成員所屬團體的前輩成員身份接受製作單位的採訪，以介紹各成員的背景個性。
  - 第4集：內田真由美（AKB48）、多田愛佳（HKT48）、須田亞香里（SKE48），以整人幫手的身份參與演出。
  - 第8集：須田亞香里，以替成員們打氣聲援的前輩身份，在預錄的影片中出鏡。
  - 第12集：島田晴香（AKB48）。曾經在2014年4月於關島國際馬拉松大會中順利跑完42公里的島田，以AKB48馬拉松部部長的身份，作為替成員們打氣的前輩在節目中登場。
- 其他
  - 宇佐美昭（第3集）：入行9年資歷的節目助理導播，在節目中提供臭襪子作為道具。
  - 矢野武（日语：矢野武）（第6、7集）：自由主播（日语：フリーアナウンサー），在節目中擔任企畫活動現場播報員。
  - 富士宮女子球隊（第7集）：由五名居住在富士宮市的女中學生所組成的球隊，在節目中擔任小瓢蟲Chu!的比賽對手。
  - 藤井恆久（日语：藤井恒久）（第9集）：日本電視台主播，在宴會中擔任司儀。
  - 桑原勇蔵（第10集）：小瓢蟲Chu!成員們進行拜訪的龍之子製作公司之社長。
  - 阿部信行（日语：阿部信行 (プロデューサー)）（第10集）：動畫製作人與「昆蟲物語 小瓢蟲Chu!與小蜜蜂Chu!」的音響導演，在企畫中指導小瓢蟲Chu!成員們配音相關的技巧。

## 節目內容
《小瓢蟲Chu!的讓全世界都迷上宣言！》的節目流程大致可以分為兩個部分，一為當集節目的主企畫，一為穿插在節目中後段的短篇動畫「昆蟲物語 小瓢蟲Chu!與小蜜蜂Chu!」。為了呼應節目名稱中的「全世界」這標題概念，有許多企畫都是以世界上不同的國家命名，或作為企畫發想。除此之外，雖然小瓢蟲Chu!是一個七人團體，但因為每位成員個別分屬48集團內不同姊妹團體的不同分隊，各自有各自的活動行程，因此並不是每次錄影時都能全員一同參與。
| 2014年 | 2014年    | 2014年                                                                       | 2014年                     | 2014年 |
| 集     | 播出 日期 | 企畫主題                                                                     | 動畫單元主題               |        |
| ------ | --------- | ---------------------------------------------------------------------------- | -------------------------- | ------ |
| 1      | 4月15日   | 整人驗證！小瓢蟲Chu!們可以跟外國人順利的溝通嗎？ （ドッキリ検証!てんとうむChu!は外国人と上手にコミュニケーションがとれるのか?）                        | -                          |        |
| 2      | 4月22日   | 為了了解意大利人的心，只靠小瓢蟲Chu!七人的咖啡店經營 （イタリア人の心を知る為にてんとうむChu!の7人で喫茶店を切り盛り）                    | -                          |        |
| 3      | 4月29日   | 小瓢蟲Chu!體力第一決定戰 → 目標是靠討厭的東西打破紀錄！ （てんとうむChu!体力No.1決定戦! → 苦手な物を使って記録更新を目指す!）                 | 偶像招募中Chu！ （アイドル募集Chu!）       |        |
| 4      | 5月06日   | 小瓢蟲Chu!最差演技決定戰！ （）                                              | 握手練習中Chu！ （握手の練習Chu!!）       |        |
| 5      | 5月13日   | 為了迷倒羅馬尼亞人而到德古拉之館快樂地玩遊戲 → 雙人對抗緊張遊戲對決 （ルーマニア人をムチューにさせる為ドラキュラの館で楽しくゲーム → ペア対抗どきどきゲーム対決）     | 遭遇狗仔隊中Chu！ （パパラッチ発生Chu!）     |        |
| 6      | 5月20日   | 目標成為阿爾卑斯少女！跟動物親密接觸對決！ （めざせアルプスの少女! 動物スキンシップ対決!!）                              | 反應藝學習中Chu！ （リアクション勉強Chu!）     |        |
| 7      | 5月27日   | 挑戰發源於挪威的泡泡足球 （ノルウェー発祥のバブルサッカーに挑戦）                                                | 正在好運中Chu！ （強運が的Chu!）       |        |
| 8      | 6月3日    | 靠遊戲對決，輸的人要挑戰小瓢蟲Chu!的首次笨豬跳！ （ゲーム対決で負けたメンバーがてんとうむChu!初のバンジージャンプに挑戦）                        | 勇氣獲得中Chu！ （度胸でゲッChu!）       |        |
| 9      | 6月10日   | 獨自讓宴會熱鬧起來吧 宴會王決定戰 （1人で宴会を盛り上げろ 宴会王決定）                                       | 歌迷信裡的我要妳Chu！ （ファンレターで I Want Chu!） |        |
| 10     | 6月17日   | 目標要讓「昆蟲物語 小瓢蟲Chu!與小蜜蜂Chu!」的品質提升！配音技巧從頭學！ （昆虫物語 てんとうむChu!とみつばちハッChu! クオリティー向上を目指す! 声優のテクニックをイチから学ぶ!） | Center自我推銷中Chu！ （センター・アピール Chu!） |        |
| 11     | 6月24日   | 以可愛的MOVE奪取世界！ （可愛いMOVEで世界を掴め!）                                                  | 整人嚇一跳中Chu！ （どきどきサプライChu!）     |        |
| 12     | 7月8日    | 小瓢蟲Chu!馬拉松 （てんとうむChu！マラソン）                                                        | 見到了媽媽Chu！ （ママに会えたでChu!）       |        |

## 外部連結
- 官方網頁 （页面存档备份，存于）（日本電視台）（日語）